# Notonecta petrunkevitchi
Notonecta petrunkevitchi är en insektsart som beskrevs av Hutchinson 1945. Notonecta petrunkevitchi ingår i släktet Notonecta och familjen ryggsimmare. Inga underarter finns listade i Catalogue of Life.